# Rodersdorf
Rodersdorf es una comuna suiza del cantón de Soleura, situada en el distrito de Dorneck. Limita al noreste con la comuna de Leymen (FR-68), al sureste con Metzerlen-Mariastein, al suroeste con Biederthal (FR-68), y al oeste con Liebenswiller (FR-68) y Oltingue (FR-68).